# Walter Pfeiffer (Fabrikant)
Walter Pfeiffer (* 21. Juli 1891; † 7. November 1971) war ein deutscher Fabrikant.

## Leben
Walter Pfeiffer wurde als Sohn des Besitzers des Ohler Eisenwerkes, Theobald Pfeiffer, geboren. Nach Abschluss der Schule studierte er an der Technischen Hochschule Stuttgart. 1913 wurde er dort Mitglied des Corps Stauffia. Am Ersten Weltkrieg nahm er als Soldat teil. Ende 1919 trat er als Teilhaber in das väterliche Unternehmen ein, das damals ein Feinblechwerk, ein mehrstraßiges Warmwalzwerk, Normalisieröfen und im Wasserkraftwerk Ohle an der Lenne eine eigene Stromerzeugung betrieb (seit 2009 Stadtwerke Mainz). Das Werk war auf die Herstellung von Tiefstanz- und Karosserieblechen spezialisiert.
Unter Walter Pfeiffer wurde das Werk um neue Hallen und Walzstraßen erweitert, eine unabhängige Wasserversorgung geschaffen und eine eigene Kläranlage gebaut. Von seinem Eintritt bis 1963 wurde die Produktion des Werks verzehnfacht. Mit etwa 1.200 Mitarbeitern wurde das Ohler Eisenwerk das bedeutendste Unternehmen der Stadt Plettenberg, das vierhundert Werkswohnungen für seine Mitarbeiter errichtete. 1959 gründete Walter Pfeiffer die Ohler Flexrohr und 1963 in Schifferstadt ein Zweigwerk zur Herstellung von glasfaserverstärkten Polyester-Licht-Platten. Nach seinem Tod führte sein Sohn Hans Walter Pfeiffer (1928–2010) die Unternehmungen weiter und brachte sie 1982 in das Gemeinschaftsunternehmen Alcan Ohler GmbH ein. Seit 2005 gehört das Werk zur ausgegliederten Unternehmensgruppe Novelis.
Spätestens 1935 bis zu seinem Tod war Walter Pfeiffer Mitglied des Rheinisch-Westfälischen Beirates Wuppertal der Deutschen Bank. Von 1920 bis zur Eingemeindung Ohles nach Plettenberg im Jahre 1942 gehörte er dem damaligen Ohler Gemeinderat an. Er war seit 1920 mit Wilhelmine Anneliese Berg (1900–1971) verheiratet. Auf ihre Initiative wurde 1925 der Ortsverband Ohle des Deutschen Roten Kreuzes gegründet, dessen Vorsitzende sie über Jahrzehnte war. Gemeinsam stifteten die Eheleute Pfeiffer 1956 den Kindergarten Ohle.

## Auszeichnungen
- 1949, Ernennung zum Ehrenburschen des Corps Stauffia[1]
- 1961, Ernennung zum Ehrenbürger der Stadt Plettenberg
- 1963, Verleihung des Großen Verdienstkreuzes des Verdienstordens der Bundesrepublik Deutschland
- Ehrenring der Stadt Plettenberg